# Shin'yaku Kegonkyō Ongi Shiki
Lo Shin'yaku Kegonkyō Ongi Shiki (新訳華厳経音義私記?) è un commento giapponese sull'Avataṃsakasūtra. Datato al 794, è il più vecchio ongi esistente, ovvero un elenco delle difficoltà dell'interpretare parole mostrando pronuncia e significato. È tesoro nazionale giapponese.

## Linguistica
Il testo viene considerato un importante esempio della linguistica del Giapponese antico . Le annotazioni giapponesi sono scritte nel Man'yōgana a eccezione di 1, e 2, distinti nel Jōdai Tokushu Kanazukai. Contiene in totale 162 parole giapponesi.